# Ichthydium cyclocephalum
Ichthydium cyclocephalum är en djurart som tillhör fylumet bukhårsdjur, och som beskrevs av Grünspan 1908. Ichthydium cyclocephalum ingår i släktet Ichthydium och familjen Chaetonotidae. Inga underarter finns listade i Catalogue of Life.